# Tromboangiite obliterante
Tromboangeíte obliterante (TAO), também conhecida como doença de Buerger, é uma doença vascular inflamatória oclusiva. Caracterizada pela inflamação e trombose das artérias e veias de pequeno e médio calibre, geralmente dos pés ou das mãos. Atinge mais homens, menores de 40 anos e tem uma forte relação com o tabagismo.  Afeta um em cada 10 000 adultos americanos, sendo duas a três vezes mais comum em árabes e asiáticos.

## Causas
A causa é desconhecida, mas existe uma associação já descrita com os HLAs A9 e B5. Nesta doença vascular inflamatória oclusiva há infiltração de leucócitos polimorfonucleares nas paredes dos pequenos e médios vasos, que atraem outras células inflamatórias e fibroblastos que a longo prazo acabam por conduzir à fibrose e trombose dos vasos. O tabaco pode causar inflamação e aumentar a formação de trombos nos vasos sanguíneos, a falta de irrigação é mais perceptível nas extremidades vulneráveis a isquemia.

## Sinais e sintomas
Os sintomas incluem alteração de coloração, temperatura, formigamento, dormência (parestesias), sensações desagradáveis como frio ou calor (disestesias) e dor nos membros afetados que pioram com o movimento e melhoram com o esforço (claudicação intermitente). Os pulsos das extremidades afetadas também podem estar diminuídos enquanto outros pulsos são normais. Ainda pode apresentar fenômeno de Raynaud. A pele do membro pode ficar frágil e fina.
Por exemplo, um pé afetado pode-se sentir frio, dormência e dor e ficar azulado após uma caminhada e melhorar com dez minutos de repouso. 
Complicações
Ulcerações e gangrena nas extremidades são possíveis complicações e pode ser necessário a amputação da extremidade envolvida.

## Diagnóstico
O diagnóstico é feito com critérios clínico, e exclusão de outras doenças, sendo útil pedir perfil de coagulação, ecocardiograma e arteriografia para confirmação.

## Diagnóstico Diferencial
O diagnóstico diferencial tem de ser feito com doenças do tecido conjuntivo, tais como:
- Trombose venosa profunda
- Lúpus Eritematoso Sistémico;
- Esclerodermia;
- Síndrome CREST;
- Vasculites;
- Estados de hipercoagulabilidade;
- Intoxicação por cocaína.

## Tratamento
O melhor tratamento disponível é a cessação completa do tabagismo imediatamente. Mesmo uma quantidade mínima de cigarros pode disparar novos episódios dolorosos de isquemia e trombose. Além disto, é importante tratar infecções com antibióticos e debridar úlceras e zonas necróticas. O tratamento com AAS (aspirina) reduz dor e inflamação, mas não reduz muito o risco de amputação. Corticoides, prostaglandinas, anestésicos, oxigênio a 100% e anticoagulantes também melhoram os sintomas, mas não são eficientes em prevenir uma amputação.
Para romper os trombos durante uma crise, o medicamento trombolítico estreptoquinase, foi proposto como uma opção de terapia, que ainda necessita mais estudos.

## Prognóstico
O prognóstico é reservado, sendo por vezes necessário amputar o membro afetado. A chance de amputar um membro é duas vezes maior nos que seguem fumando. Mesmo após amputar um membro, segue afetando outros membros. O prognóstico é consideravelmente melhor em mulheres.

## Casos notáveis
O rei George VI foi diagnosticado com Buerger em 1948. 
O presidente filipino Rodrigo Duterte revelou em 2015 que tem doença de Buerger. 